# Articulation (mécanique)
Pour les articles homonymes, voir articulation.
En mécanique, une articulation est tout dispositif autorisant une liberté de rotation entre deux organes qui ne sont pas destinés à accomplir des tours entiers. Ce dispositif peut correspondre à celui d'un pivotement ou d'un accouplement simple ou à chape.
Exemples : articulation d'un levier, d'une bascule, d'une charnière, d'un compas.

## Source
- Cet article est partiellement ou en totalité issu de l'article intitulé « articulation » (voir la liste des auteurs).